# Regija sipin in čebulnic
Regija sipin in čebulnic (nizozemsko: Duin-en Bollenstreek) (nizozemska izgovorjava: [ˈdœyn ɛm ˈbɔlə(n)streːk]; V nizozemščini izraz za "regijo sipin in čebul(n)ic") je regija v zahodni Nizozemski, ki se ponaša z obalnimi sipinami in gojenjem cvetličnih čebulic. Nahaja se v središču zgodovinske Holandije v bližini mesta Leiden, v provinci Južna Holandije. Na zahodu meji na Haag in na severu na Haarlem. Zaradi kombinacije plaž, cvetličnih polj, jezer in zgodovine je to območje privlačno za turiste.

## Sestava regije in ime
Regija sipin in čebulnic se razteza od območja okoli spodnjega toka Starega Rena zahodno od Leidna do južno od Haarlema. Ker območje ni občina ali upravna regija, meje regije niso jasno določene. Regijo sipin in čebul(n)ic sestavljajo mesteca od Katwijka do Hillegoma in od obale do jezera Kaag. Uradniki menijo, da je šest občin del te regije: Hillegom, Katwijk, Lisse, Noordwijk, Noordwijkerhout in Teylingen. Vendar se tudi kraji zunaj teh meja štejejo za del te regije. Večina trških naselij na tem območju je v upravni regiji, imenovani "Holland Rijnland", v regionalni zvezi za sodelovanje ( samenwerkingsverband ), ki jo sestavljajo različne občine v regiji sipin in čebulnic in območja Leidna. 
To območje je južni del večjega območja, kjer gojijo cvetje, imenovanega regija čebulnic (Bollenstreek). Včasih se regiji sipin in čebulnic sama imenuje regija čebulnic.

## Geografija območja
Za regijo so značilni široki peščeni grebeni ravnega zemljišča (očiščenega sipin med letoma 1650 in 1955 za kmetijsko rabo in človeško bivanje), peščena tla med sipinami in polderji (geestgrond), polja čebulnic in pašniki (weiland). Vse to je zaščiteno pred Severnim morjem z obsežnim območjem sipin.
Podnebje in prst v regiji sta odlična za gojenje čebulic. Bližina morja vpliva na to, da tu pade velika količina dežja.
Blaga jesen in zima, hladna, a sončna pomlad in bolj suho poletje zagotavljajo rastno dobo, ki traja od zgodnje pomladi do pozne jeseni.

## Cvetličarstvo in cvetličarska industrija
Cvetličarstvo, pridelava čebulic za izvoz in druge dejavnosti v cvetličarski industriji so glavne gospodarske dejavnosti na tem območju. Na tem območju se je že konec 16. stoletja začelo gojenje čebulnic. Posebej pomembno vlogo pri njegovem razvoju je imela tulipanomanija v začetku 17. stoletja.
Čebulice sadimo jeseni. Zemljo prekrijemo s slamo in natlačimo, da zaščitimo čebulice pred zmrzaljo. Sezona cvetenja se začne s cvetenjem krokusov v marcu, ki mu konec marca sledi kombinirano cvetenje tulipanov, narcis in hijacint, ki se razteza do začetka maja. Jeseni je obdobje cvetenja, ko cvetijo gladiole, dalije, nageljni in astre.
Te rože se v glavnem gojijo zaradi čebulic, ne cvetov. Ko odcvetijo, cvetove odglavimo. Cvet se lahko uporablja v cvetličnih vencih. Poleti čebulice izkopljemo, rastlinske ostanke pa sežgemo na njivi. Čebulice nato sortirajo. Čebulice, ki so dovolj velike za cvetenje, gredo v prodajo, manjše čebulice pa se ponovno posadijo. Čebulicam odstranijo ostanke odmrlih listo, za kar običajno najamejo študente ali tuje delavce. Čebulice nato razkužijo in posušijo pri visoki temperaturi v ogromnih shrambah za čebulice (bollenschuren), ki je značilna stavba na tem območju. S čebulicami trgujejo na dražbah cvetja v Rijnsburgu, Lisseju in Aalsmeerju.

## Zanimivosti
V času, ko cvetijo polja čebulnic, je ta regija ena najbolj barvitih (in najbolj obiskanih) na svetu. Zlasti Keukenhof vsako leto privabi od 850.000 do 1.000.000 (tujih) obiskovalcev. Kombinaciji rož, mlinov na veter, očarljivih vasi in nizozemskega šarma se ni mogoče upreti. Ljudje na podeželju tega območja se ukvarjajo s cvetličarstvom.
Na tem območju je nekaj "parad cvetja" (bloemencorso). Ena od njih je Parada cvetja Bollenstreek v aprilu, med katero cvetlični plovci, veličastno okrašeni avtomobili in koračnice pločevinaste godbe počasi paradirajo od Noordwijk aan Zee skozi Sassenheim, Lisse, Hillegom, Heemstede do Haarlema. Avgusta je še ena parada cvetja od Leidna skozi Rijnsburg do Katwijk aan Zee .
Druge znamenitosti v regiji vključujejo:
- čiste široke plaže, ki se raztezajo vzdolž celotne obale
- letovišča ob plaži, zlasti v Noordwijk aan Zee
- obsežno območje obalnih sipin (hoja, kolesarjenje)
- jezero Kaag vzhodno od območja (čolnarjenje, nizozemska pokrajina, mlini na veter)
- dva gradova (Huys Dever in Slot Teylingen) in različne velike graščine
- muzeji (De Zwarte Tulp, Panorama Tulipland, Museum Oud-Noordwijk, Katwijk Museum, Space Expo v ESTEC -u in drugi)
- privlačna in zgodovinska vaška jedra
- bližina Leidna in Haarlema ter malo dlje Amsterdama, Haaga in Delfta

## Trška naselja in vasi
- De Engel
- De Kaag
- De Zilk
- Hillegom
- Katwijk aan Zee
- Katwijk
- Lisse
- Lisserbroek
- Noordwijk
- Noordwijk aan Zee
- Noordwijkerhout
- Oegstgeest
- Rijnsburg
- Sassenheim
- Teylingen
- Voorhout
- Warmond